# 王士真
王士真（759年—809年），字公一。唐代成德（河北正定）軍節度王武俊長子。
沈毅勇悍，李寶臣“倚愛”之，以女妻之，王武俊死後，繼任成德軍節度使。順宗即位，進位檢校司空。有子王承宗（吴氏所生）、王承系、王承元、王承通、王承迪、王承恭、王承庆、王承泰、王承宪等11人（余子失名）。
元和四年三月（809年），王士真病死，葬於恆府壽陽先塋。其長子王承宗起兵叛唐。

## 發現
2007年5月16日在河北省正定縣於家庄村發現王士真墓志，陰刻篆書《唐故成德軍節度使檢校司空同平章事贈司徒太原王公墓志》。

## 文化
凌濛初《初刻拍案驚奇》的〈王大使威行部下，李參軍冤報生前〉中引證《唐逸史》及《夷堅志》寫王士真生前輪迴故事。